# Órganos de Montoro
El monumento natural de los Órganos de Montoro es una estructura rocosa situada entre los términos municipales de Villarluengo y Ejulve, comarcas de Maestrazgo y Andorra-Sierra de Arcos, provincia de Teruel, Aragón, España.
Tiene una superficie de 187,60 ha. La altitud oscila entre 800 m s. n. m. en el río Guadalope y 1 183 en la peña de los Órganos.
El monumento natural fue declarado como tal el 19 de octubre de 2010, por la ley 189/2010 del Gobierno de Aragón, por lo que se trata de uno de los cinco monumentos naturales existentes en toda la comunidad. Es también LIC y ZEPA.

## Geología

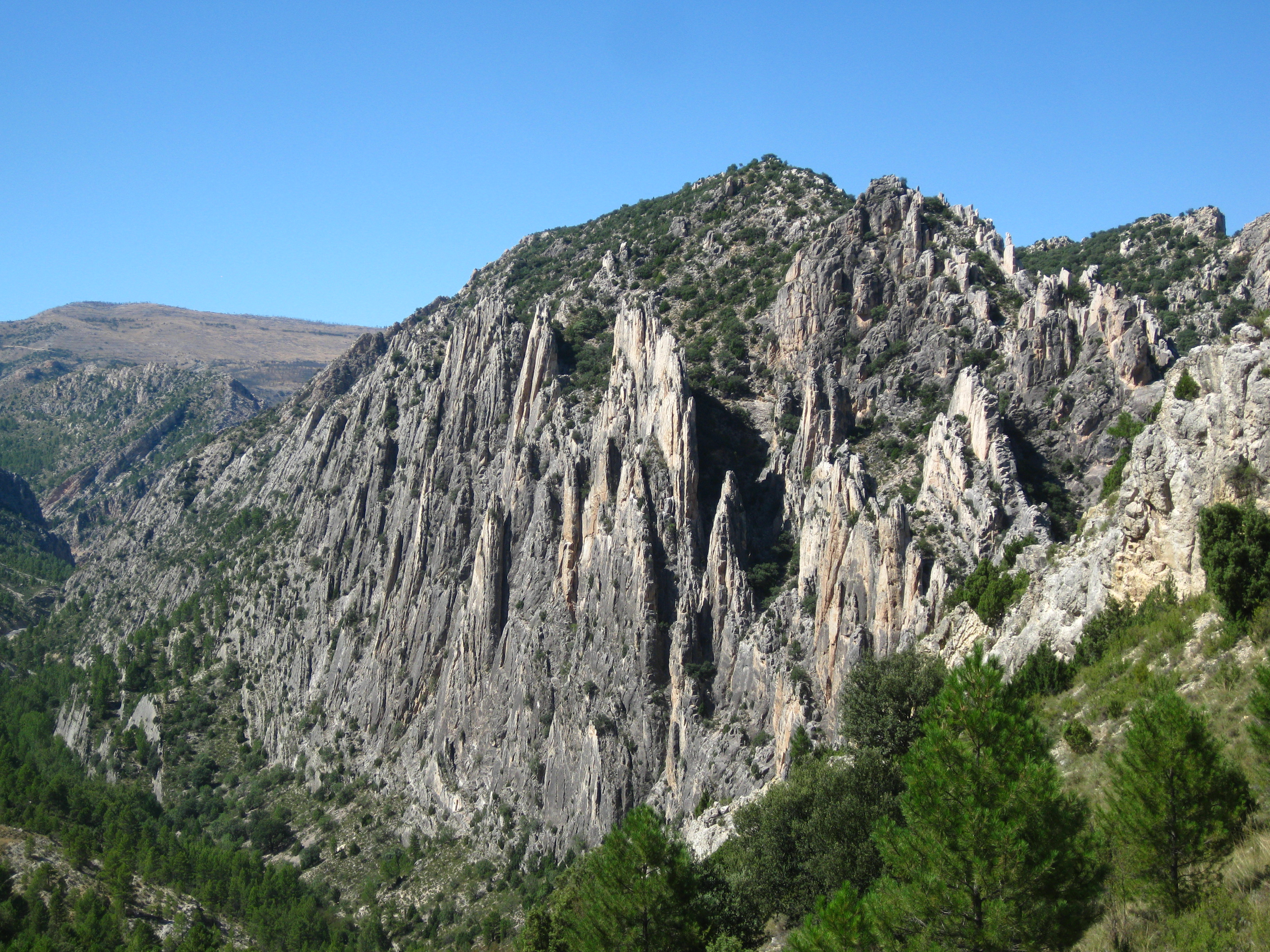
Los órganos de Montoro.

Los Órganos de Montoro son unas formas de rocas caliza de grandes dimensiones formadas por estratos con buzamientos subverticales del periodo Cretácico superior, dispuestas en unidades verticales, afectados finalmente por un proceso de karstificación. Forman una unidad estructural sinclinal con un núcleo de yesos del Cretácico terminal. La casi verticalidad de estos estratos contrasta con la horizontalidad de los materiales de otras partes del Maestrazgo turolense donde hay muelas, pero es comparable a la verticalidad de los estratos cretácicos de otras localidades turolenses, por ejemplo la vecina Aliaga.
Algunos de los tramos de estratos de calizas de este paraje han definido la formación Órganos de Montoro, una unidad litostratigráfica calcárea del Sistema Ibérico con una sucesión de calizas detríticas y calizas micríticas de colores grises y con estratificación planar u ondulada.

## Flora
La vegetación es la propia de zonas de media montaña mediterránea, predominando especies como las carrascas y la sabina negra. En las paredes de roca de los Órganos de Montoro hay poca vegetación y solo se halla en las grietas que allí hay, aunque tiene un gran valor ecológico por su carácter endémico.

## Fauna
La fauna de esta zona también es variada, destacando las aves rupícolas como el buitre y la cabra montesa en las laderas, especies propias de un clima continental de montaña, donde los veranos son calurosos y los inviernos muy fríos.

## Otras figuras de protección
El monumento natural cuenta además con otras figuras de protección:
- LIC: Muelas y estrechos del Río Guadalope.
- ZEPA: Río Guadalope-Maestrazgo.